# آی‌دی‌اف‌سی
آی‌دی‌اف‌سی (انگلیسی: Infrastructure Development Finance Company) شرکت خدمات مالی و بانکداری هندی است، که در سال ۱۹۹۷ تأسیس شد.